# Ahmad Al-Afasi
Ahmad Al-Afasi (in arabo أحمد العفاسي‎?; 10 gennaio 1983) è un tiratore a volo kuwaitiano, che ha rappresentato il Kuwait ai Giochi olimpici di Rio de Janeiro 2016 sotto bandiera olimpica.